# Gancourt-Saint-Étienne
Gancourt-Saint-Étienne är en kommun i departementet Seine-Maritime i regionen Normandie i norra Frankrike. Kommunen ligger i kantonen Gournay-en-Bray som tillhör arrondissementet Dieppe. År 2022 hade Gancourt-Saint-Étienne 226 invånare.

## Befolkningsutveckling
Antalet invånare i kommunen Gancourt-Saint-Étienne
| Referens: INSEE |